# Két Szicília Királysága
Két Szicília Királysága (olaszul: Regno delle Due Sicilie, latinul: Regnum Utriusque Siciliae, szicíliaiul: Regnu dî Dui Sicili, nápolyiul: Regno d’ ’e Ddoje Sicilie), a Nápolyi és a Szicíliai Királyságok 1816-os egyesítésével létrejött modern kori történelmi államalakulat, amely 1816 és 1861 között állt fenn. Ez volt az olasz egyesítést megelőző legnagyobb szuverén állam, ami magába foglalta Szicíliát és az egész Appennini-félszigetet a Pápai államtól délre, mely nagyjából lefedte a mai Olaszország Mezzogiorno régióját.
A királyság a nevét annak köszönheti, hogy egyesítését megelőzően mind Szicília, mind Nápoly Királysága „Szicíliai Királyság” néven létezett, a „Nápolyi” jelzőt az utókor a megkülönböztetés miatt használja. A két királyságban (időszakos kivételeket leszámítva), már a 15. századtól egyazon király uralkodott, ám a hivatalos egyesítésre a napóleoni háborúkat követően, 1816-ban, Ferdinánd király alatt került sor. Az ország államformája 1818 és 1819 alkotmányos időszakát leszámítva, egy erősen központosított abszolút monarchia volt. Az királyság uralkodóit a Bourbon-ház spanyol ága adta – ám I. Ferdinándtól számítva már szicíliai ágról beszélünk. 1860-ban Giuseppe Garibaldi seregei elfoglalták az országot, majd II. Viktor Emánuel szárd–piemonti királynak adták azt. 1861-ben végül megalakult az egységes Olasz Királyság.

## Történelme

### Egyesítés a bécsi kongresszus után
A két királyságot I. Ferdinánd egyesítette hivatalosan 1816-ban, miután az osztrákok segítségével elűzte a trónról Napóleon császár sógorát, Joachim Murat-t. A Bourbonok restaurációját erőszakos abszolutizmus követte, aminek következtében egyre mélyült az elégedetlenség. 1820-ban Guglielmo Pepe tábornok vezetésével felkelés robbant ki, amely a királyt arra kényszerítette, hogy hívja össze az országgyűlést. A szicíliai felkelőket azonban ez nem elégítette ki, ők külön parlamentet követeltek a nápolyi kormánytól. Florestano Pepe, az új katonai főparancsnok megígérte nekik sérelmeik orvoslását, de a nápolyi országgyűlés elvetette azokat. Ennek következtében a polgárháború újra kitört és mindaddig folyt, míg I. Ferdinánd a Szent Szövetség laibachi kongresszusától segítséget nem kért saját alattvalói ellen (1821. január). Kérelme meghallgatásra talált, és a bécsi kormány császári katonaságot küldött Ferdinánd megsegítésére. Az intervenció mindkét királyságban rövid idő alatt elfojtotta a felkelést. Ekkor I. Ferdinánd trónját osztrák császári seregek fedezete alatt visszafoglalta. Az ezt követő időben az alkotmánypártiak ellen nyilvános üldözést indított, hívek százait, politikai fogolyként börtönbe záratta.
Fia, I. Ferenc 1825–30 között uralkodott, őt pedig II. Ferdinánd követte a trónon (1830-59). Miután a király Mária Terézia osztrák hercegnőt vette feleségül (1837), a Királyság vezetésében megerősödött Metternich osztrák kancellár befolyása. 1836-37-ben kolerajárvány pusztított a királyságban, ennek következtében a babonás nép agyonverte az orvosokat, tisztviselőket és a földesurakat. Ezt II. Ferdinánd arra használta fel, hogy felszámolja Szicília népének kiváltságait és a szigetet 1837-ben a Nápoly–Szicíliai Királyság egyszerű tartományává nyilvánította, ezzel újabb felkelést robbantva ki.
Miután a brit kormány a szicíliai kénbarlangok megkárosított angol bérlői számára kárpótlást követelt a nápolyi udvartól és ez a követelést elutasította, brit hadihajók jelentek meg a főváros előtt, ekkor II. Ferdinánd kénytelen volt kifizetni követeléseiket (1840).
1844-ben Giuseppe Mazzini, majd a Bandiera testvérek indítottak felkelést, de mindkét mozgalmat katonai erővel elnyomták. Mindazonáltal az egységes Itália eszméje a kettős királyságban is mozgásban tartotta az értelmiségi réteget. Miután IX. Piusz pápa a szomszédos pápai államban alkotmányos reformokat hirdetett, száz helyen tört ki egyszerre a forradalom (1845. augusztus), melynek a katonaság már nem bírt ellenállni. A király engedményekre kényszerült: a felkelők vezéreinek megkegyelmezett, a nép által gyűlölt Santangelo minisztert elbocsátotta. A mozgalom azonban tovább folytatódott.

### Az 1848–49-es forradalmak

Itália 1815-1860 között (piros: a Két Szicília Királysága)

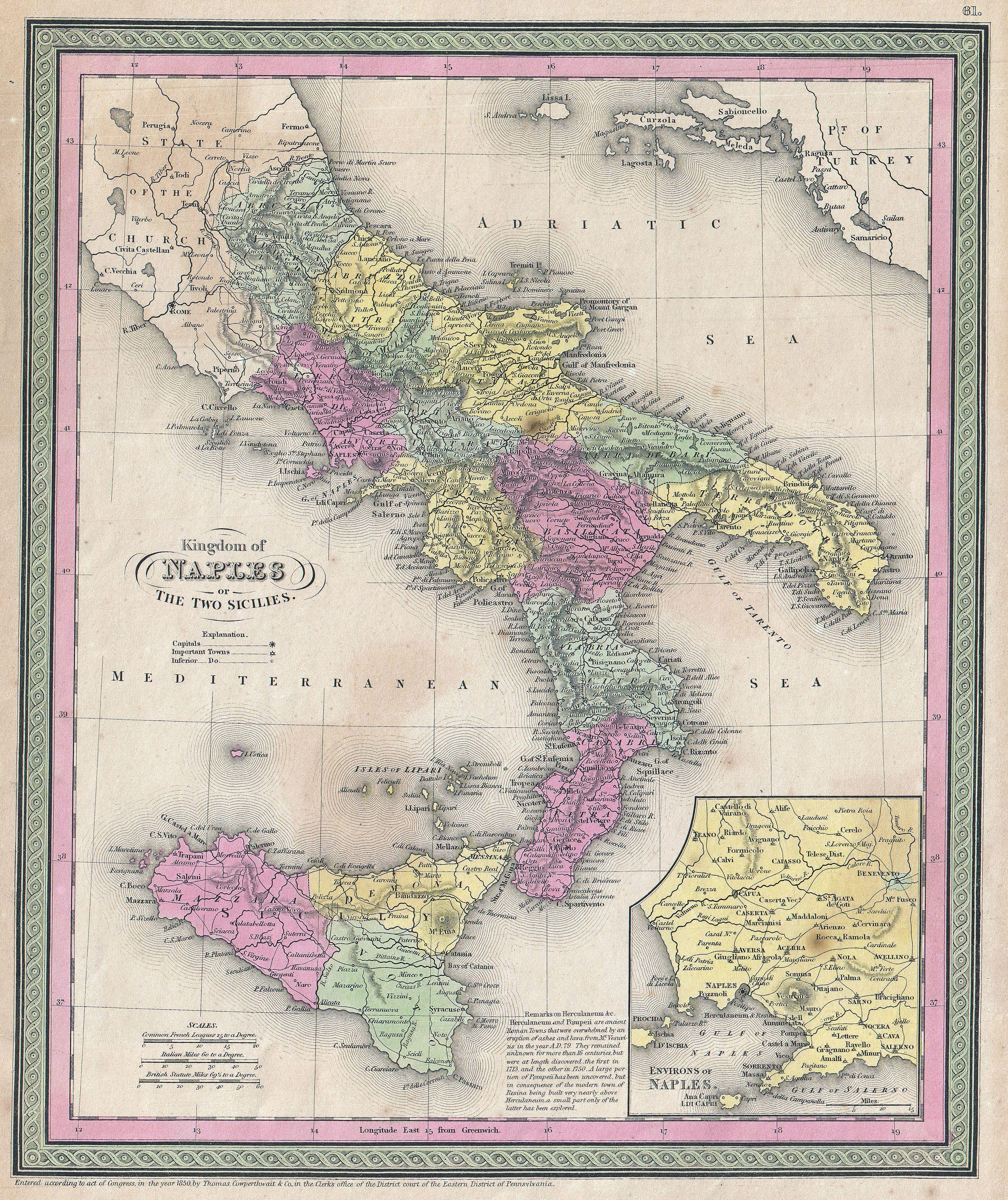
A Két Szicília Királysága, 1853)

Decemberben Nápoly utcáin a nép és a diákság fegyvert fogott, 1848. január 12-én pedig Olaszország is követte a fővárosiak példáját. Míg Nápolyban a királyi zsoldosok leverték a felkelőket, addig Szicíliában ideiglenes kormányt szerveztek, mely az 1812-es alkotmány helyreállítását és az országgyűlés egybehívását követelte. E hírek hallatára Nápolyban ismét kirobbant a felkelés, aminek következtében II. Ferdinánd kénytelen volt engedni a követeléseknek: alkotmányos kormányt, országgyűlést és sajtószabadságot helyezett kilátásba, és megengedte, hogy a polgárok nemzeti őrséget alakíthassanak.
E siker kivívása után Nápoly lecsöndesedett, nem úgy mint Szicília, melynek országgyűlése II. Ferdinándot és a Bourbon családot megfosztotta a tróntól. E határozat az új nápolyi kormányt kényes, sőt válságos helyzetbe juttatta. A kedélyeket újból forrongás szállotta meg, és e válságot az Észak-Itáliából érkező hírek: a lombard felkelés és Szardínia hadi nyilatkozata még fokozták, olyannyira, hogy még II. Ferdinánd király is célszerűnek találta az osztrákoknak hadat üzenni. Közben utcai zavargásokra került sor, a nemzetőrség a képviselőkkel fraternizált és torlaszokat emelt, a svájci testőrzsoldosok és a lazzarik ellenben a királyi palotát védelmezték. Több napi véres harc után a svájci gárdisták győztek, és megmentették II. Ferdinánd király trónját.
A király eleinte ugyan azt ígérte, hogy az alkotmányt nem fogja eltörölni és új parlamentet hívott egybe a feloszlatott helyébe, de szavainak többé hitelt nem adtak; így a felkelések ismétlődtek. A király visszahívta csapatait Észak-Olaszországból és leverte a lázadókat. Szicíliára is küldött egy hadosztályt, mely Messinát és fellegvárát rohammal bevette, de azután fegyverszünetet kötött a felkelőkkel. Ennek lejárta után (1849. március) a polgárháború újból kitört, azonban néhány hét alatt az egész sziget a királypártiak kezébe került; május 14-én Palermo is kapitulált.
A szigettel, mint meghódított tartománnyal bántak, az elűzött tisztviselők helyeiket újra elfoglalták, a jezsuiták visszatértek, országgyűlésről avagy alkotmányról többé szó sem volt. 1849. szeptember 27-én pedig Szicília közigazgatását külön minisztériumra bízták.
Piusz pápa menekülése nápolyi területre, Gaetába (1848. novemberében) a nápolyi királyi udvart arra bírta, hogy segédcsapatokat bocsásson az egyházfő rendelkezésére. Ezek azután közreműködtek a római felkelés elfojtásában.
II. Ferdinánd véres üldözést kezdett mindazok ellen, akik a szabadságmozgalomban részt vettek, még a volt liberális minisztériumok tagjait is börtönbe zárták.
A krími háború kitörésekor (1853) II. Ferdinánd semlegesnek nyilatkozott. A párizsi kongresszuson Cavour szárd miniszterelnök szóba hozta a nápolyi kormány vétkeit, de a nagyhatalmak, Ausztria javaslatára nem avatkoztak be az ország belügyeibe, viszont Franciaország és Anglia 1856-ban hivatalosan is megszakították a diplomáciai kapcsolatokat a Két Szicília Királyságával. II. Ferdinánd király ezután Ausztria segítségében bízva uralkodhatott tovább.
Kormányának utolsó éveit is politikai üldözések tették hírhedtté. 1857-ben több száz összeesküvő a Carigliari nevű hadihajó kapitányát arra kényszerítette, hogy a Ponza szigetén fogva tartott politikai foglyok kiszabadításában segédkezzen. Miután ez sikerrel járt, a kiszabadítottakat Sapri táján partra tették. Itt azonban a királyi csendőrök a felkelőket elfogták, és halálra vagy gályarabságra ítélték. II. Ferdinánd király 1859. május 22-én halt meg Casertában.

### Az 1859–60-as felkelések
Fia és utódja, II. Ferenc (1859-61), a jóindulatú, de rosszul nevelt és tapasztalatlan király nem mert szakítani apja elnyomó politikai rendszerével, ez hozzájárult bukásához. Az 1859-es szárd–francia–osztrák háború nyomán csaknem egész Itáliában a Savoyai-ház kezébe kerültek a Habsburg-hű fejedelemségek.
1860-ban Giuseppe Garibaldi seregei elfoglalták Nápolyt és Szicíliát, megdöntötték a Bourbon-királyságot, és átadták azt II. Viktor Emánuel szárd–piemonti királynak. 1860. október 21-én egy népgyűlésen kinyilvánították, hogy Dél-Itália is csatlakozik a Szárd–Piemonti Királyságához. 1861. április 27-én II. Viktor Emánuelt az egyesült Olasz Királyság uralkodójává kiáltotta ki. A volt Nápoly–Szicíliai Királyság kétszer akkora összeg befizetésével járult hozzá a közös államkincstár megalapozásához, mint az összes többi csatlakozó állam együttvéve.

## Zászlaja
|                                                              |                                                            |                                                           |
| A Két Szicília Királyságának zászlaja (1816–1848; 1849–1860) | Két Szicília Királyságának forradalmi zászlaja (1848–1849) | Két Szicília Királyságának annektált zászlaja (1860–1861) |